# Nadi Football Club
Il Nadi Football Club è una società calcistica delle isole Figi con sede nella città di Nadi, la squadra gioca le partite di casa al Prince Charles Park. I colori sociali della squadra sono il verde e il giallo.

## Storia
Il Nadi F.C. iniziò la sua storia nel 1937 come Nadi Indian Soccer Association sotto la presidenza di Edward Grant. La società partecipava a un torneo locale insieme alle squadre: Koronubu, Sabeto, Bhartiya e Votualevu.I giocatori del Nadi giocarono per la prima volta Interdistrict Championship nel 1939 dove passarono i preliminari contro il Nadroga F.C. con 2 reti di scarto, mentre arrivati alle semifinali persero con un alto scarto con il Rewa F.C.
Il Nadi vincerà l'IDC per la prima volta nel 1969 sotto la presidenza di Shri Venkanna Chetty che innalzò il profilo del Nadi attraverso il suo contributo calcistico come vicepresidente, responsabile delle relazioni pubbliche, consulente tecnico, selezionatore nazionale e arbitro ovvero ruoli chiave nella Fiji Football Association. Nel 1982 il Nadi giocerà una finale storica contro il Ba F.C. la partita non si concluse per via del buio, la federazione decise di rigiocare la finale a campo neutro cioè al Churchill Park di Lautoka, Il presidente Shri V. Chetty si rifiuto di rimandare in campo i propri giocatori, così la federazione decise di assegnare l'IDC al Ba (questo fu l'unico IDC a non essere stato giocato).
Alla fine degli anni '90, l'ex giocatore e rappresentante del Nadi negli anni ottanta Navaneeda Krishna Gounder decise di acquisire la società e promesse di farla diventare una delle più grandi società calcistiche della nazione e così fece visto le due vittorie consecutive dell'Interdistrict negli anni 1998, 1999.
Il Nadi così si giocò in campionato una battaglia a tre con le squadre del Ba e del Labasa, per decidere chi era la squadra che sarebbe andata a giocare l'Oceania Club Championship. Il Ba era il favorito fra le tre squadre ma subito perse la prima partita con il Labasa F.C. per 3-0, poi toccò al Nadi che con lo stesso risultato batté il Labasa e infine anche il Ba per 1-0, qualificandosi per l'Oceania Club Championship 1999 e raggiungendo un traguardo storico nella storia del club figiano.

### Oceania Club Championship 1999
La squadra che tra l'altro ospitava il torneo iniziò benissimo la coppa passando seconda nel gruppo B e approdando alle semifinali dove trovò una sorprendente vittoria in casa contro il club neozelandese Central United per 1-0 con gol su calcio di punizione di Marika Namaqa. La squadra raggiunse lo storico traguardo della finale però perdendo sotto una forte pioggia e con tre rigori contestati per gli avversari con il risultato finale di 5-1 contro il South Melbourne FC,l'unico gol segnato fu quello di Watisoni Voli.
La leggendaria squadra del 1998/1999 era: Seremaia Tale, Waisiki Batina, Emosi Baleinuku, Kini Tubi, Ponipate Naulu, Timoci Matinitu, Thomas Roberts, Viliame Toma, Marika Namaqa, Masi Naitisiwai, Maika Kasaki, Watisoni Voli and Alipate Driu. L'anno successivo il Nadi nella lega nazionale vinse 17 partite su 18 perdendo una partita contro il Ba F.C. per 1-0.

## Palmarès

### Competizioni nazionali
- National Football League: 9

1978, 1980, 1981, 1982, 1983, 1985, 1998, 2000, 2015
- Interdistrict Championship: 6

1969, 1971, 1974, 1998, 1999, 2002
- Battle of the Giants: 5

1978, 1980, 1983, 1986, 1996
- Fiji Football Association Cup Tournament: 1

1996

### Altri piazzamenti
- National Football League:

Secondo posto: 2013
Terzo posto: 2012, 2014
- OFC Champions League:

Finalista: 1999